# José Ignacio Fernández Palacios
José Ignacio Fernández Palacios (nascut a Foz, el 3 de febrer de 1967) també conegut com a Nacho Fernández, és un exfutbolista gallec, que jugava de defensa esquerre.

## Trajectòria
Nacho es va formar a les categories del Celta de Vigo. En 1984 va pujar al filial vigués, el Gran Peña, on va romandre dos anys abans de jugar amb el primer equip.
Va debutar amb el Celta a Primera Divisió a la temporada 1987/88, on es va destapar com una jove promesa amb 18 partits disputats. Va tindre continuïtat a l'esquadra cel·leste, jugant 27 partits tant a la 1988/89 com a la 1989/90, en la qual a més a més va marcar el seu primer gol. Eixe any, però, el Celta va baixar a Segona. Va acompanyar als cèltics fins a la temporada 91/92, en la qual va fitxar per un altre club gallec, la SD Compostela.
A Santiago de Compostel·la, Nacho va passar bona part de la seua carrera i es va convertir en un dels símbols dels compostel·lans en la dècada dels 90. Va formar part de la històrica formació que va pujar a Primera a la 1993/94.
En la màxima categoria, Nacho va estar present en les quatre campanyes que hi van romandre els compostelans, jugant fins a 125 partits, i sent pràcticament fix a la defensa del Compostela.
A partir de la temporada 98/99, amb el seu equip de nou a Segona, l'aportació de Nacho va minvar. Eixe any només jugaria cinc partits, per 18 de la temporada 99/00. La temporada 00/01, tot i formar part de la plantilla, no va jugar cap minut i va penjar les botes.
Posteriorment, ha estat comentarista esportiu a la televisió pública gallega.

## Anecdotari
Gallec de soca-rel i convicció, va rebutjar jugar amb la selecció espanyola. Per contra, el 2005 va poder jugar amb la selecció gallega.